# Епархия Берберати
Епархия Берберати (лат. Dioecesis Berberatensis) — епархия Римско-Католической церкви c центром в городе Берберати, Центральноафриканская Республика. Юрисдикция епархии Берберати распространяется на префектуры Мамбере-Кадеи и Санга-Мбаэре. Епархия Берберати входит в митрополию Банги.

## История
28 мая 1940 года Римский папа Пий XI издал буллу Quo Evangelii, которой учредил апостольскую префектуру Берберати, выделив её из апостольских викариатов Фумбана (сегодня — Епархия Нконгсамбы) и Убанги-Шари (сегодня — Архиепархия Банги) .
9 января 1947 года апостольская префектура Берберати передала часть своей территории в пользу возведения новой апостольской префектуры Форта-Лами (сегодня — Архиепархия Нджамены).
13 марта 1952 года Римский папа Пий XII издал буллу Cum ob sollertem, которой возвёл апостольскую префектуру Берберати в ранг апостольского викариата.
14 сентября 1955 года Римский папа Пий XII издал буллу Dum tantis, которой возвёл апостольский викариат Берберати в ранг епархии.
9 февраля 1959 года и 27 февраля 1978 года епархия Берберати передала часть своей территории в пользу возведения новой апостольской префектуры Босангоа (сегодня — Епархия Босангоа) и епархии Буара.

## Ординарии епархии
- священник Pietro Alcantara da Habas O.F.M.Cap.[1] (28.03.1941 —1952);
- епископ Альфонс-Селестен-Базиль Бо O.F.M.Cap. (10.04.1954 — 2.06.1979);
- епископ Жером-Мишель-Франсис Мартен O.F.M.Cap. (3.10.1987 — 17.06.1991);
- епископ Агостино Джузеппе Дельфино O.F.M.Cap. (17.06.1991 — 17.06.2010);
- епископ Деннис Кофи Агбеньадзи S.M.A. (14.05.2012 — по настоящее время).